# Meigerhof
Meigerhof ist ein aus einem Einzelhof bestehender Wohnplatz, der zur Stadt Lohmar im Rhein-Sieg-Kreis in Nordrhein-Westfalen gehört.

## Geographie
Meigerhof liegt im Westen von Lohmar. Umliegende Ortschaften sind Feienberg im Norden, Kirchscheid und Scheiderhöhe im Nordosten, Wielpütz im Osten und Südosten, Donrath, Heppenberg und Meigermühle im Südosten, Altenrath im Süden und Südwesten, Helmgesmühle im Südwesten, Bach im Westen sowie Burg Sülz, Körferhof (zu Rösrath) und Kellershohn im Nordwesten.
Nordwestlich von Meigerhof fließt der Bervertsbach, ein orographisch linker Nebenfluss der Sülz. Südöstlich von Meigerhof fließt ein namenloser linker Nebenfluss der Sülz entlang. Die Sülz, ein rechter Nebenfluss der Agger, fließt südlich von Meigerhof entlang.

## Geschichte
1420 Erwähnung in der Chronik der Abtei Siegburg
1885 hatte der Meigerhof ein Wohnhaus mit acht Bewohnern.
Bis 1969 gehörte Meigerhof zu der bis dahin eigenständigen Gemeinde Scheiderhöhe.

## Verkehr
Meigerhof liegt nördlich zur Landesstraße L 288.